# Jean Luisi
Pour les articles homonymes, voir Luisi.
Jean Luisi est un acteur français, né le 8 septembre 1926 à Santa-Maria-di-Lota (Corse) et mort le 18 juillet 2006 à Saint-Denis (Seine-Saint-Denis).

## Biographie
Avec une centaine de rôles à son actif entre 1958 et 2006, il a été un « second rôle » apprécié du cinéma français. Quelque peu spécialisé dans les rôles de gangster ou de méchant parfois sadique mais généralement veule, obtus ou ridicule, il a notamment été un des acteurs fétiches de Georges Lautner, mais a aussi eu une petite carrière dans le cinéma érotique des années 1970.
Jean Luisi était un ami de Jacques Dutronc. On peut le voir apparaître dans certains de ses clips.

## Filmographie

### Cinéma
- 1958 : Du rififi chez les femmes d'Alex Joffé
- 1960 : Le Trou de Jacques Becker
- 1960 : Une aussi longue absence de Henri Colpi
- 1960 : Boulevard de Julien Duvivier
- 1961 : L'Œil du Monocle de Georges Lautner
- 1961 : Le Dernier Quart d'heure de Roger Saltel
- 1961 : Un nommé La Rocca de Jean Becker
- 1962 : Le Diable et les Dix Commandements de Julien Duvivier (Segment « Bien d’autrui ne prendra pas »)
- 1963 : L'assassin connaît la musique... de Pierre Chenal
- 1963 : Les Tontons flingueurs de Georges Lautner : un tueur à la mitraillette dans une voiture
- 1967 : Fleur d'oseille de Georges Lautner
- 1967 : Le Pacha de Georges Lautner
- 1968 : Ho ! de Robert Enrico
- 1968 : Faut pas prendre les enfants du bon dieu pour des canards sauvages de Michel Audiard
- 1968 : Delphine d'Eric Le Hung
- 1969 : Les Patates de Claude Autant-Lara
- 1970 : Une drôle de bourrique de Jean Canolle
- 1971 : Laisse aller, c'est une valse de Georges Lautner
- 1971 : La Part des lions de Jean Larriaga
- 1971 : French Connection de William Friedkin
- 1971 : Il était une fois un flic de Georges Lautner
- 1972 : Quelques messieurs trop tranquilles de Georges Lautner
- 1972 : Sans sommation de Bruno Gantillon
- 1973 : Profession : Aventuriers de Claude Mulot
- 1973 : Les Hommes de Daniel Vigne
- 1973 : OK patron de Claude Vital
- 1973 : La Valise de Georges Lautner
- 1973 : Les Seins de glace de Georges Lautner
- 1974 : Règlements de comptes à OQ Corral de Jean-Marie Pallardy
- 1974 : Le Journal érotique d'un bûcheron de Jean-Marie Pallardy
- 1974 : L'Amour aux trousses de Jean-Marie Pallardy
- 1974 : La Rage au poing d'Eric Le Hung
- 1975 : L'arrière-train sifflera trois fois de Jean-Marie Pallardy
- 1975 : Le Gitan de José Giovanni
- 1975 : Pas de problème! de Georges Lautner
- 1975 : La Donneuse de Jean-Marie Pallardy
- 1975 : Pleins feux sur un voyeur de Pierre-Claude Garnier
- 1975 : Les vécés étaient fermés de l'intérieur de Patrice Leconte
- 1976 : Le Chasseur de chez Maxim's de Claude Vital
- 1976 : Porn's girl de Guy Maria
- 1976 : Le Bon et les Méchants de Claude Lelouch
- 1976 : On aura tout vu de Georges Lautner
- 1976 : Un amour de sable de Christian Lara
- 1977 : Le Ricain de Jean-Marie Pallardy
- 1977 : La nuit, tous les chats sont gris de Gérard Zingg
- 1977 : L'Amour chez les poids-lourds de Jean-Marie Pallardy
- 1978 : Le Temps des vacances de Claude Vital
- 1978 : Ils sont fous ces sorciers de Georges Lautner
- 1978 : Les Égouts du paradis de José Giovanni
- 1979 : Le Mors aux dents de Laurent Heynemann
- 1979 : Le Mouton noir de Jean-Pierre Moscardo
- 1979 : Les Charlots en délire de Alain Basnier
- 1979 : L'Œil du maître de Stéphane Kurc
- 1980 : Le Guignolo de Georges Lautner
- 1980 : Le Journal érotique d'un thaïlandaise de Jean-Marie Pallardy
- 1980 : Une merveilleuse journée de Claude Vital
- 1980 : Une robe noire pour un tueur de José Giovanni
- 1981 : Est-ce bien raisonnable? de Georges Lautner
- 1981 : Les Brigades roses de Jean-Claude Stromme
- 1982 : Le Cadeau de Michel Lang
- 1982 : L'Été de nos 15 ans de Marcel Jullian
- 1982 : Si elle dit oui... je ne dis pas non de Claude Vital
- 1983 : Attention ! Une femme peut en cacher une autre de Georges Lautner
- 1984 : Les parents ne sont pas simples cette année de Marcel Jullian
- 1985 : Le Cowboy de Georges Lautner
- 1987 : La Vie dissolue de Gérard Floque de Georges Lautner
- 1988 : Mon ami le traître de José Giovanni
- 1990 : Docteur Petiot, de Christian de Chalonge
- 1992 : Nous deux de Henri Graziani
- 1992 : L.627 de Bertrand Tavernier
- 1992 : Riens du tout de Cédric Klapisch
- 1992 : Le Moulin de Daudet de Samy Pavel
- 1996 : Les Victimes de Patrick Grandperret
- 1999 : Innocent de Costa Natsis
- 2003 : Les Clefs de bagnole de Laurent Baffie
- 2004 : Le Cadeau d'Elena de Frédéric Graziani

### Télévision
- 1963 : L'Eau qui dort (Les Cinq Dernières Minutes no 28) de Claude Loursais
- 1964 : L'Abonné de la ligne U de Yannick Andreï
- 1967 : Les Cinq Dernières Minutes, épisode Un mort sur le carreau de Roland-Bernard
- 1969 : Le Huguenot récalcitrant de Jean L'Hôte : Louis Latrique
- 1970 : Tête d'horloge de Jean-Paul Sassy (téléfilm)
- 1971 : La Brigade des maléfices de Claude Guillemot et Claude-Jean Philippe
- 1971 : Tang, épisode 7 d'André Michel (série TV) : Le concierge de l’immeuble
- 1972 : Mycènes, celui qui vient du futur de François Chatel et Pierre Neel
- 1977 : Les Enquêtes du commissaire Maigret, épisode : Maigret, Lognon et les gangsters de Jean Kerchbron
- 2003 : Franck Keller de Stéphane Kappes (série TV) épisode : Une femme blessée

## Théâtre
- 1960 : Les Cochons d'Inde d'Yves Jamiaque, mise en scène de l'auteur, Théâtre du Vieux-Colombier
- 1964 : Le Procès de Maître Ferrari de Frédéric Valmain et Jean Rebel, mise en scène Maurice Guillaud, Théâtre Charles de Rochefort